# Béla Incze
Béla Incze (n. 24 noiembrie 1941, Sfântu Gheorghe, Covasna, România – d. 1 octombrie 2016, Odorheiu Secuiesc, Harghita, România) a fost un deputat român în legislatura 1990-1992, ales în județul Harghita, pe listele partidului UDMR. În cadrul activității sale parlamentare, Béla Incze a fost membru în grupurile parlamentare de prietenie cu Republica Portugheză, Japonia și Canada.